# Charles Elliot
Pour les articles homonymes, voir Elliot.
Ne doit pas être confondu avec Charles Eliot.
Charles Elliot (1801 – 9 septembre 1875) est un officier de marine britannique, diplomate et administrateur colonial. Il devient le premier administrateur de Hong Kong en 1841 alors qu'il sert à la fois de ministre plénipotentiaire et de surintendant en chef du commerce britannique en Chine. Il est le fondateur de Hong Kong comme colonie britannique.

## Biographie
Né à Dresde, en Saxe, fils du diplomate Hugh Elliot, il intègre la Royal Navy en 1815 et sert comme aspirant lors du bombardement d'Alger contre les pirates barbaresques l'année suivante. Après avoir servi aux Antilles pendant quatre ans, il rejoint la Home Station en 1820. Il passe dans la West Africa Squadron (escadre d'Afrique de l'ouest) et est promu au grade de lieutenant en 1822. Après avoir servi dans la West Indies Station, il est promu captain en 1828. Il fait la connaissance de Clara Windsor en Haïti et l'épouse en 1828.
Après s'être retiré du service actif, Elliot commence une carrière diplomatique au sein du Foreign Office. Il est nommé Protecteur des esclaves en Guyane britannique entre 1830 et 1833. En 1834, Il est envoyé en Chine en tant que Master Attendant de l'état-major du surintendant en chef Lord Napier. Il lui succède en tant que Ministre plénipotentiaire et surintendant en chef du commerce britannique entre 1836 et 1841. De 1842 à 1846, Elliot est chargé d'affaires et consul général dans la république du Texas.
Durant son mandat de surintendant en chef, il fera face à la répression du trafic d'opium mené par Lin Zexu. Tiraillé entre les demandes chinoises exigeant la destruction de l'entièreté de l'opium possédé par les marchands britanniques et l'influence de ces derniers, le comportement d'Elliot étant régulièrement conspué par le journal des factory, il proposera une conciliation basée sur son expérience passée lors de l'abolition de l'esclavage : l'opium détruit par les chinois sera remboursé par la couronne britannique. Toutefois, la couronne refusera catégoriquement cet accord au vu de son prix exorbitant.
Il signe avec Qishan, représentant la dynastie Qing la convention de Chuanbi, en 1841, pendant la première guerre de l'opium, à Hong Kong.
Il sert en tant que gouverneur des Bermudes (1846–1854), gouverneur de Trinité-et-Tobago (1854–1856) et gouverneur de Sainte-Hélène (1863–1869). Il est fait Chevalier Commandeur de l'Ordre du Bain en 1856.